# Jean Jaurès
Jean Léon Jaurès (ur. 3 września 1859 w Castres, zm. 31 lipca 1914 w Paryżu) – francuski przywódca socjalistyczny, zamordowany przez francuskiego nacjonalistę.
Krytykował program skrajnej lewicy, tzw. blankizm czy nawet anarchosyndykalizm. Walczył o pokój i proponował odwołanie się do formy strajku powszechnego w państwie uwikłanym w konflikt. Jego zdaniem socjalizm był najwyższą afirmacją praw jednostki. Wskazywał, iż rewolucja powinna prowadzić do przejęcia państwa i nadania mu nowych treści. Działacz II Międzynarodówki Socjalistycznej. Wypowiadał się za nauczaniem powszechnym, głosił poglądy antyklerykalne. Był znakomitym mówcą i dziennikarzem. W 1904 r. założył „L’Humanité” – gazetę adresowaną do szerokich mas społecznych. Interesował się filozofią, literaturą i sztuką, był gruntownie wykształcony, przez pewien czas wykładał filozofię na uniwersytecie w Tuluzie. Zasłynął jako obrońca praw robotników i współtwórca pierwszej we Francji spółdzielczej huty w Albi. Napisał Nową armię i pięciotomową Socjalistyczną historię rewolucji francuskiej (w rzeczywistości historię ruchów społecznych we Francji od 1789 r. do końca XIX wieku). Zginął w paryskiej kawiarni Croissant zastrzelony przez nacjonalistę Raoula Villaina, którego skłoniła do tego czynu propaganda militarystów, przedstawiających Jaurèsa jako człowieka, który rzekomo wyrzekł się ojczyzny.

## Wczesne lata
Jaurès był synem kupca, któremu nie wiodło się zbyt dobrze. Chodził do paryskich szkół Lycée Louis-le-Grand i École normale supérieure. Ukończył filozofię w 1881, potem przez dwa lata wykładał filozofię w Albi, a później na uniwersytecie w Tuluzie. Został wybrany na republikańskiego deputowanego do rady departamentu Tarn w 1885. W 1889 roku powrócił jednak do Tuluzy, gdzie zaangażował się w działalność lokalną, m.in. pomógł w założeniu wydziału medycyny na uniwersytecie w Tuluzie. Napisał także dwie tezy do swojej filozoficznej pracy doktoranckiej: De primis socialismi germanici lineamentis apud Lutherum, Kant, Fichte et Hegel (1891) i De la réalité du monde sensible.

## Początek działalności lewicowej
W 1892 roku zdecydowanie poparł górników z Carmaux, którzy zastrajkowali w proteście przeciwko zwolnieniu jednego z ich towarzyszy o poglądach socjalistycznych. W następnym roku został ponownie wybrany na deputowanego. Pomimo przegranej w wyborach w 1898 i spędzenia czterech lat poza ławami izby, jego elokwentne przemowy wyrobiły mu markę intelektualnego przodownika myśli socjalistycznej. W tym czasie pisał do czasopisma La Petite République, jak również udzielał się jako obrońca kapitana Alfreda Dreyfusa (oficera żydowskiego pochodzenia oskarżonego o szpiegostwo). Zaaprobował także włączenie Alexandre Milleranda, socjalisty, do rządu René Waldeck-Rousseau, pomimo że posunięcie to doprowadziło do rozłamu w ruchu. Rewolucyjną grupę wyprowadził z organizacji Jules Guesde.

## Przywództwo w SFIO
W 1902 został ponownie deputowanym. W czasie swej kadencji dbał o utrzymanie jedności koalicji radykalno-socjalistycznej, znanej pod nazwą Bloc National. W 1904 roku założył socjalistyczną gazetę „L’Humanité”. Francuskie grupy socjalistyczne spotkały się na kongresie w Rouen w marcu 1905, co zaowocowało konsolidacją: nowa partia, przewodzona przez Jaurèsa i Guesde’a zakończyła współpracę z radykałami. Przybrała nazwę Parti Socialiste Unifié (PSU) i przyjęła kolektywistyczną platformę programową. Wszystkie ruchy socjalistyczne w tym samym roku zjednoczyły się w Section Française de l’Internationale Ouvrière (Francuskiej Sekcji Międzynarodówki Robotniczej, SFIO). W wyborach 1906 roku Jaurès został ponownie deputowanym.
SFIO musiała wciąż liczyć się z Georges’em Clemenceau, który wzywał Francuzów (w serii słynnych mów z wiosny 1906 roku) do poparcia programu Radykałów, który nie zawierał wyrażonych wprost treści socjalistycznych, choć Clemenceau był wrażliwy na warunki życiowe klasy robotniczej. To zmniejszyło popularność socjalistów. Tymczasem Jaurès, poza artykułami prasowymi, opublikował w tym okresie m.in. Les preuves; Affaire Dreyfus (1900); Action socialiste (1899); Études socialistes (1902), i, wraz z innymi autorami, Histoire socialiste (1901).

## Pacyfizm
Jaurès był zdeklarowanym antymilitarystą, który proponował rozwiązać kryzys, który później przerodził się w I wojnę światową, metodami dyplomatycznymi. Gdy okazało się, iż wojna jest nieunikniona, Jaurès próbował zorganizować strajk generalny we Francji i Niemczech, aby w ten sposób zmusić rządy do negocjacji. Było to bardzo trudne, ponieważ Francuzi pragnęli zemsty za przegraną w wojnie francusko-pruskiej.
Dzień przed mobilizacją, która zapoczątkowała udział Francji w wojnie, Jaurès został zamordowany w kawiarni Café du Croissant przy ulicy Montmartre w Paryżu. Sprawcą zamachu był Raoul Vilain, młody francuski fanatyczny nacjonalista. Został on po wojnie oskarżony w procesie sądowym i, zaskakująco, uniewinniony.
Dziesięć lat po śmierci, szczątki Jaurèsa zostały przeniesiony do paryskiego Panteonu.

## Życie prywatne
29 czerwca 1886 ożenił się z Louise Bois (1867–1931), córką kupca z Albi, z którą miał dwoje dzieci:
- Madeleine Jaurès, ur. 19 września 1889, zm. 1951, matka Jean-Jacques Delaporte (1910-1931);
- Louis Paul Jaurès, ur. 27 sierpnia 1898, zm. 1918. Zginął w czasie pierwszej wojny światowej w okolicach Marny (Pernant w departamencie Aisne).

## W literaturze
Działalność Jaurèsa w przededniu wybuchu I wojny światowej, jego ostatnie próby zapobieżenia wojnie, jak również śmierć opisał Roger Martin du Gard w powieści Rodzina Thibault.